# Park Stanisława Tołpy
Park Stanisława Tołpy (dawniej: park Nowowiejski, niem. Waschteich Park lub Nordpark) – park miejski zlokalizowany we Wrocławiu, w rejonie ulic: Nowowiejskiej, Kardynała Stefana Wyszyńskiego i Bolesława Prusa. Nazwa parku, upamiętniająca Stanisława Tołpę, została nadana w 2005 roku.
Jest parkiem o charakterze krajobrazowym, w związku z czym znajdują się w nim wszystkie charakterystyczne elementy dla tego typu parku: trawiaste polany, sztuczne wzniesienie, staw (pozostałość Odry Ołbińskiej) z wysepką. W północno-zachodniej części położone jest niewielkie wzniesienie. Wybudowano również place zabaw dla dzieci oraz wybieg dla psów. Przy parku znajdują się między innymi: kościół św. Michała Archanioła i Wydział Architektury Politechniki Wrocławskiej.

## Historia

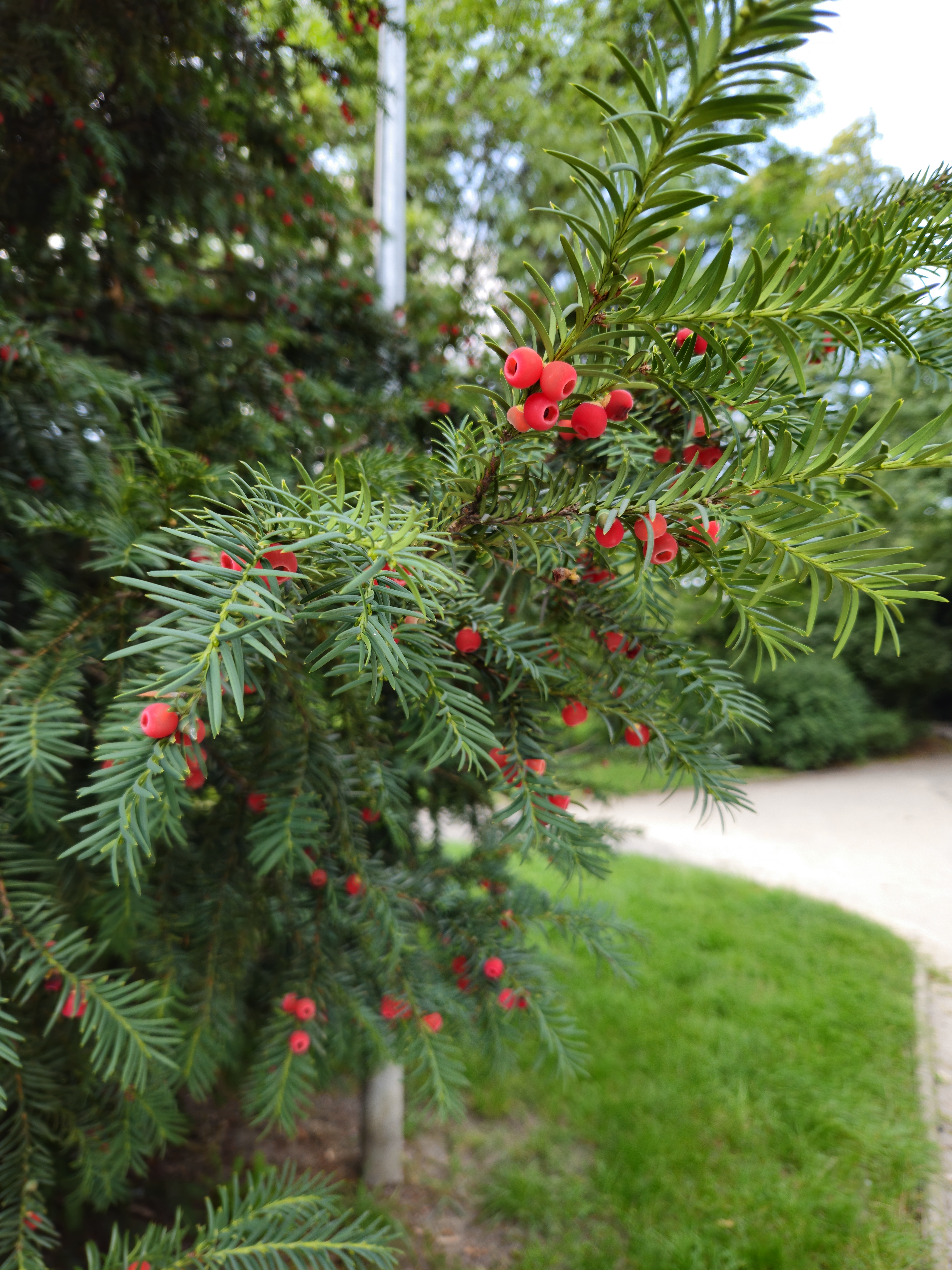
Cis pospolity (Taxus baccata) rosnący w parku

Pomysł utworzenia parku w tym miejscu pojawił się w 1902 roku. W 1905 r. rozpoczęto prace ziemne, zaś prace ogrodnicze w parku trwały do 1907 r. W 1912 r. w jego wschodniej części został odsłonięty pomnik Johannesa Reinelta (ps. „Philo vom Walde”, tj. „Filozof z Lasu”).
W 2011 r. z części parku znajdującej się pomiędzy ulicami Kardynała Stanisława Wyszyńskiego oraz Błogosławionej Edyty Stein została wydzielona i przemianowana na Park Świętej Edyty Stein. Przez wszystkie lata swojego istnienia był zawsze parkiem otwartym (tj. nigdy nie był ogrodzony ani zamykany).

## Rośliny
W drzewostanie dominują: lipa drobnolistna (Tilia cordata), klony: zwyczajny (Acer platanoides) i jawor (A. pseudoplatanus), platan klonolistny (Platanus acerifolia), leszczyna turecka (Corylus colurna), grab pospolity (Carpinus betulus), topola szara (Populus × canescens), wierzba biała (Salix alba) i świerk pospolity (Picea abies). Rosną tu również dwa gatunki krzewów: cis pospolity (Taxus baccata) i jałowiec pośredni (Juniperus media). Do szczególnie cennych roślin w tym parku należą ponadstuletnie buki zwyczajne w formie zwisłej (Fagus silvatica ‘Pendula’) oraz stożkowej (Fagus silvatica ‘Fastigiata’), a także dwa północnoamerykańskie gatunki: żółtlica pomarańczowa (Maclura pomifera) i strączyn żółty (Cladrastis lutea).